# Oostenrijk op het Eurovisiesongfestival 2013
Oostenrijk nam deel aan het Eurovisiesongfestival 2013 in Malmö, in Zweden. Het was de 46ste deelname van het land op het Eurovisiesongfestival. ORF was verantwoordelijk voor de Oostenrijkse bijdrage voor de editie van 2013.

## Selectieprocedure
Op 2 oktober 2012 maakte de Oostenrijkse openbare omroep bekend te zullen deelnemen aan het komende Eurovisiesongfestival. Er zou een nationale finale worden gehouden te Wenen op 15 februari 2013. Hierin traden tien artiesten aan, oftewel vijf minder dan vorig jaar. Geïnteresseerden kregen de tijd tot 2 november om hun kandidatuur kenbaar te maken. De namen van de vijf kandidaten werden bekendgemaakt op 10 december 2012. De stemming lag voor de helft in handen van een internationale vakjury, en voor de andere helft in de handen van de televoters. Naast hun eigen bijdrage moest elke artiest ook een Songfestivalklassieker ten gehore brengen. Uiteindelijk won Natália Kelly Österreich rockt den Song Contest 2013 met ruime voorsprong op nummer twee, Yela.

## Österreich rockt den Song Contest 2013

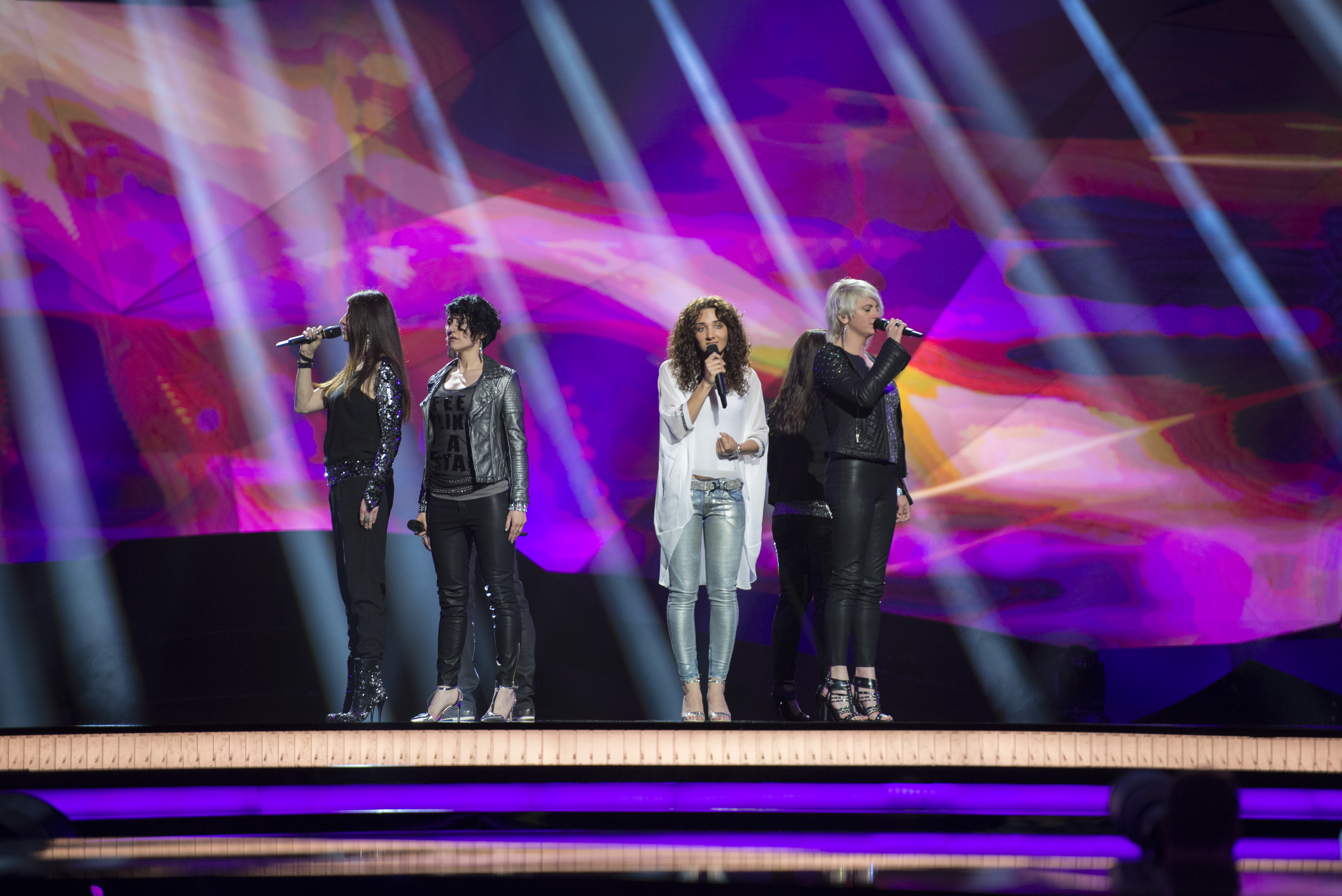
Natália Kelly tijdens de repetitie in Malmö

15 februari 2013
| Plaats | Artiest       | Lied                 | Jury | Publiek | Totaal |
| ------ | ------------- | -------------------- | ---- | ------- | ------ |
| 1      | Natália Kelly | Shine                | 32   | 38      | 70     |
| 2      | Yela          | Feel like home       | 34   | 16      | 50     |
| 3      | Falco Luneau  | Rise above the night | 24   | 25      | 49     |
| 4      | Elija         | Give me a sign       | 6    | 10      | 16     |
| 5      | The Bandaloop | Back to fantasy      | 4    | 11      | 15     |

## In Malmö
Oostenrijk trad aan in de eerste halve finale op dinsdag 14 mei 2013. Het land eindigde er als 14de, wat niet volstond voor een finaleplaats.
1957 · 1958 · 1959 · 1960 · 1961 · 1962 · 1963 · 1964 · 1965 · 1966 · 1967 · 1968 · 1969-1970 · 1971 · 1972 · 1973-1975 · 1976 · 1977 · 1978 · 1979 · 1980 · 1981 · 1982 · 1983 · 1984 · 1985 · 1986 · 1987 · 1988 · 1989 · 1990 · 1991 · 1992 · 1993 · 1994 · 1995 · 1996 · 1997 · 1998 · 1999 · 2000 · 2001 · 2002 · 2003 · 2004 · 2005 · 2006 · 2007 · 2008-2010 · 2011 · 2012 · 2013 · 2014 · 2015 · 2016 · 2017 · 2018 · 2019 · 2020 · 2021 · 2022 · 2023 · 2024 · 2025
Albanië · Armenië · Azerbeidzjan · België · Bulgarije ·  Cyprus · Denemarken · Duitsland · Estland · Finland · Frankrijk · Georgië · Griekenland · Hongarije · Ierland · IJsland · Israël · Italië ·  Kroatië · Letland · Litouwen · Macedonië · Malta · Moldavië · Montenegro · Nederland · Noorwegen · Oekraïne · Oostenrijk · Roemenië · Rusland · San Marino · Servië · Slovenië · Spanje · Verenigd Koninkrijk · Wit-Rusland · Zweden · Zwitserland